# 柳鄉里
柳鄉里是台北市萬華區龍山次分區轄下的一個里。面積0.4209平方公里，下轄19鄰。2022年止共有人口4,838人。

## 邊界
西側為新北市板橋區，北側及東側為青山里，南側為華江里。

## 公共設施
- 臺北市立圖書館柳鄉民眾閱覽室